# 奥亚波克河
奥亚波克河（法語： [flœv ojapɔk]），葡萄牙语名奥亚波基河（葡萄牙語： [ˈʁiu ɔjɐˈpɔki]），為巴西阿馬帕州和法屬圭亞那之間的界河。其源自图穆库马克山脉，並注入大西洋，全長共約370公里。

## 名稱緣起
根據19世紀著名德國植物學家卡尔·冯·马齐乌斯的說法，「奥亚波克」一詞來自圖皮語的，意指「多段跳躍的河」。巴西史學家若昂·巴尔博扎·罗德里格斯也基本上同意此一看法，認為可能是因其水流湍急或因其有多處瀑布。

## 異名
奥亚波克河又稱為亚波克河（Yapoc或Iapoco）、维亚波科河（Wiapoco），其他歷史上曾紀載的寫法包含Guayapoco、Hiapoco、Iapoc、Iapoco、Japoc、Japoco、Oiapoc、Ojapoc、Ouarypoco、Ouayapoco、Oujapoc、Ouyapoc、Ouiapok、Ouayapoco、Ouyapok、Oviapoc、Oyapoc、Oyapoco、Oyapock、Oyapok等等